# マリー・アントワネットの料理人
『マリー・アントワネットの料理人』（マリー・アントワネットのりょうりにん）は、原作・白川晶、作画・里見桂による日本の漫画作品。2011年までに単行本2巻が集英社から刊行されている。

## 概要
『オースーパージャンプ』（集英社）2006年11月号に第1話が掲載され、以後、1年に1本のペースで掲載される。同誌の休刊後、2011年1月発売の『スーパージャンプ』増刊『まんぷくジャンプ』に1話が掲載されている。
一般的に浪費家とされているマリー・アントワネットを、国の未来や飢えに苦しむ民衆を憂う存在として描いており、「パンがなければお菓子（ブリオッシュ）を食べれば良い」というアントワネットの性格を表しているとされる言葉も、当時の情勢や法を根拠として、別の解釈がされている。

## あらすじ
18世紀、オーストリアからフランスへ嫁いだマリー・アントワネット。その側に仕える磯部小次郎は、狭い日本を飛び出し、料理の道を極めんと、単身渡欧してきた彼女のお抱え料理人であった。小次郎は惜しむことなくその腕を振るい、（当時の）料理の常識を打ち破って、人々の舌を魅了していく。

## 登場人物
磯部 小次郎（いそべ こじろう）
かつて田沼意次に料理番として仕えていた。将軍家の御鷹匠料理番として、将軍の前で血を流さずに捕らえた野鳥をその場で調理するなど、多彩な包丁技・磯部流包丁術を身に付けている。
料理の道を極めるために、狭い日本を飛び出し、世界に出る。オーストリアでマリア・テレジアに宮廷料理人として仕え、マリー・アントワネットがフランスに嫁ぐ時にマリア・テレジアの頼みで共にフランスへと渡る。
マリー・アントワネット
14歳でオーストリアからフランスの王家へ嫁いだ。小次郎を心から信頼している。
極めて庶民的で純朴な性格で、税金の無駄遣いを憂い、自ら農作業や牧畜にいそしむのを趣味としている。
デュ・バリ伯爵夫人
ルイ15世の愛妾として、宮廷を牛耳っている。マリーと小次郎が気に食わず、失脚させようと何かと企む。
マルティーヌ
ポリニャック伯爵夫人。力を失いかけている伯爵家を再興させようとアントワネットに取り入ろうと力を注ぐ。
ルイ16世
アントワネットの夫で皇太子。錠前作りと狩猟に現を抜かす。
ショワズール
フランス宰相。
ミラ
女官。小次郎に恋をする。
ブリア・サヴァラン
美食家の司法官。
常にシェイカーを持ち歩いているが、その用途を言い当てた小次郎を有能な料理人とすぐに見抜いた。

## 磯部の料理
本作品はフィクションであり、当然ながら作中に示された磯部の料理も、史実や通説とは異なるが、関連づけされている例も多い。
- 質の悪い小麦粉を使ったパンとして、ブリオッシュに代わってクロワッサンを生み出した。
  - マリー・アントワネットがフランスに嫁いだ際に同行したデンマークのパン職人が、デニッシュ・ペストリーの生地で作ったのが最初のクロワッサンだとされている。
- トマトを用いたスパゲッティを作り、ナポリ公国（正しくは王国）のフェルディナンド4世とマリア・カロリーヌ妃（マリー・アントワネットの姉）に提供した際に、3つ又のフォークではなく、4つ又のフォークを添えたことで、スパゲッティをフォークで食べる習慣をイタリアに根付かせた。
- マヨネーズを元にタルタルソースを生み出した。
- ハンバーガーを発明し、イギリスからの独立を志向するアメリカの使節に振る舞った。

## 書誌情報
- 白川晶（原作）・里見桂（作画）『マリー・アントワネットの料理人』集英社、既刊2巻（2011年現在）
  1. 2008年10月発売、ISBN 978-4-08-859737-9
  2. 2011年4月発売、ISBN 978-4-08-859882-6